# L'amour, l'argent, l'amour
L'amour, l'argent, l'amour è un film del 2000 diretto da Philip Gröning.
Ha vinto il Pardo per la miglior interpretazione femminile al Festival di Locarno 2000.